# Бій за Донецький аеропорт 26 травня 2014
Бій за Донецький аеропорт 26 травня 2014 — перший бій між українськими військовиками та проросійськими збройними угрупованнями за встановлення контролю над летовищем Донецького міжнародного аеропорту. Штурмові групи росіян були змушені відступити і зазнали важких людських втрат.
Після бою 26 травня бойовики кілька місяців не робили спроб штурму, проте восени 2014 року бойові дії поновилися у значно більшому масштабі у боях за Донецький аеропорт.

## Передумови
Спроби встановлення контролю над Донецьким аеропортом сепаратисти почали здійснювати 17 квітня 2014, на 10-й день після проголошення маріонеткової Донецької народної республіки. Цього дня до летовища прибули від 70 до 200 проросійських активістів, — члени ветеранських організацій, цивільні, тощо під наглядом міцних чоловіків. Над входом до аеропорту було вивішено прапор ДНР, проте аеропорт залишився під українським контролем.
6 травня робота летовища припинялася через загрозу безпеці польотів.
За даними російської сторони, для участі в операції із захоплення Донецького аеропорту, в травні 2014 року у Ростовській області (Росія) під керівництвом російського куратора було сформовано 3 групи. До складу груп увійшли ветерани локальних конфліктів на пострадянському просторі, приєднались також найманці-добровольці з Криму і Чечні, дійсні військовослужбовці Збройних сил РФ, зокрема 45-го полку спецпризначення. Загін росіян загалом мав чисельність у 120 чоловік. Командирами груп були «Гранит», «Север» і «Старый», а загальне командування здійснював ветеран ОМОН на псевдо «Искра». У ніч з 24 на 25 травня на 5 вантажівках КамАЗ зведений загін висунувся з Росії у бік Донецька. Загін приєднався до батальйону «Восток» і вступив під командування Ходаковського, колишнього командира Донецької Альфи СБУ. 25 травня прибулий загін бойовиків разом з батальйоном «Восток» взяв участь в імпровізованому параді перед будівлею Донецької ОДА. За даними російських джерел, Ходаковський всіляко переконував російських командирів, що він має неформальні домовленості з командуванням українських частин у аеропорту щодо того, що бою не буде.
25 травня відбулися вибори Президента України.

## Сили сторін
Загальна кількість зведеного загону проросійських сил, що брали участь у захопленні аеропорту, за даними Юрія Бутусова, склала 220 осіб: 45 бійців «Іскри», 26 кадирівських спецпризначенців, 120 чоловік батальйону «Восток» і 30 чоловік батальйону «Оплот».
Старий термінал перебував під контролем українських військ. За даними Бутусова, їм було заборонено перебувати у Новому терміналі аби не спричинити незручності для пасажирів та персоналу. Згідно статті Бутусова, до початку бою українських військовиків було 79 чоловік, а саме: підрозділ зі складу 3-го кіровоградського полку спецпризначення — 64 військовослужбовці, зенітно-артилерійский взвод зі складу 25-ї повітрянодесантної бригади — 15 чоловік. За даними «Філіна», до початку бою українська сторона мала 115 бійців. Після прибуття підкріплення, яке десантувалося вже під час бою на вертольотах, українські сили були збільшені до порядка 130 осіб: це були група 140-го центру сил спеціальних операцій, група 10-го загону ГУР МО, група десантників 95-ї аеромобільної бригади і група спецпризначенців НГУ полку «Ягуар».
Російський пропагандистський канал LifeNews поширював дані, що в аеропорту перебувало 2,000 українських вояків.
Командування українськими силами здійснювали:
- полковник Буран Андрій Володимирович, керівник зведеного підрозділу у ДАП[вин 5][12][13]
- Олександр Трепак «Редут», командир зведеного загону;[вин 6]
- офіцер 3-го полку на псевдо «Філін», начальник штабу зведеного загону.[вин 7]

## Перебіг подій
У ніч на 26 травня, близько 3-ї години ночі, на територію аеропорту без бою зайшло близько 80 озброєних, добре екіпірованих диверсантів із загону «Іскра». Їх провів офіцер СБУ Олександр Головура. До терміналу разом з російськими спецпризначенцями ввійшли Олександр Ходаковський, і Олександр Бородай, агент спецслужб РФ, що на той час перебував у ролі прем'єра ДНР. Олександр Ходаковський невдовзі зв'язався з українським командуванням, і висунув ультиматум про виведення українських військових, що охороняли внутрішній периметр аеропорту. Для виграшу часу, українські військові відповіли що не виведуть особовий склад і техніку раніше, ніж поки аеропорт не покинуть цивільні та персонал аеропорту — останній рейс з аеропорту відлітав о 7:00 ранку. За цей час українські сили розмістили 2 розрахунки ЗУ-23-2 на злітній смузі на значній відстані перед Новим терміналом. Одним розрахунком командував лейтенант Євген Подолянчук, іншим — боєць на псевдо «Чук». Кулі калібру 23 мм надалі мали змогу прошивати товсте скло нового терміналу, оскільки навіть кулемет Калашникова не пробивав скло з такої відстані. У цей час проросійські бойовики займали позиції у Новому терміналі, облаштовували вогневі точки на даху.
О 7:00 ранку аеропорт оголосив про тимчасову зупинку обслуговування рейсів, а згодом Державна авіаційна служба України видала повідомлення про зміни в правилах проведення та забезпечення польотів і аеронавігаційної інформації, за яким польоти до Донецька були заборонені до 18:00 26 травня.
Близько 7-ї ранку, за російськими даними, до бойовиків прибуло підкріплення — переважно з чеченців-кадирівців, після чого сумарна кількість бойовиків у терміналі склала порядка 120 чоловік.
Після евакуації цивільного персоналу, українське командування вже в свою чергу оголосило бойовикам ультиматум — залишити приміщення ДАП під загрозою застосування сили. О 10:00 ранку демонстраційний проліт над ДАП здійснили штурмовики Су-25, а до летовища вирушили вертольоти з десантом для посилення українського гарнізону.

### Початок бою
Щоб відволікти увагу від транспортних вертольотів, повз термінали пройшли 3 одиниці Мі-24. Водночас, військовики у терміналі дістали наказ прикрити вертольоти, оскільки російські сили у травні вже збили 3 українських бойових гелікоптери під Слов'янськом. У разі спроби бойовиків збити вертоліт з ПЗРК, українські вояки мали відкрити вогонь. Під час проходу одного з гелікоптерів, спецпризначенець з позивним «Турист» помітив спробу бойовика навести на вертоліт ПЗРК, і дав команду відкрити вогонь. Снайпер здійснив постріл і вразив ціль.
Було близько 11:00 ранку, і сторони вступили у вогневий контакт, обмінюючись вогнем стрілецької зброї, гранатометів та вогнеметів між двома терміналами. Бойовики, розташовані у переважно скляній будівлі Нового терміналу аеровокзалу, зазнали перші втрати. Українські спецпризначенці з гранатометів знищили скляний фасад на кількох поверхах, і Новий термінал тепер вільно прострілювався. Після початку вогневого зіткнення Ходаковський одним з перших покинув будівлю.
В районі 12:00 на летовище аеропорту з вертольотів Мі-8, під прикриттям Мі-24, висадився десант українських спецпризначенців — 6 груп, які зайняли периметр і диспетчерські вежі.
Після висадки десанту, очікувався авіаудар. Су-25 обстріляв Новий термінал з гармати, потім 3 одиниці Мі-24 також обстріляли його з гармат, пройшли повз, розвернулися над озером, і, щоб не наражати місто на небезпеку, вже заходячи на Новий термінал зі сторони Донецька завдали удару некерованими ракетами. При цьому частина бойовиків, які намагались обладнати вогневі позиції на даху, потрапила під удар.
Удари української авіації та робота ЗУ-23-2 спричинили паніку серед бойовиків, вони почали відступ з терміналу до міста. Один з КамАЗів, рухаючись через Путилівський міст, був обстріляний силами бойовиків батальйону «Восток» з блокпосту в районі розв'язки. Інший КамАЗ перекинувся після удару об бетонну загорожу на Київському проспекті. Згідно наявної версії, вантажівки були знищені через припущення, що на КамАЗах з аеропорту на Донецьк розпочали наступ українські сили.
Бойовики зробили запит вивезти тіла поранених і загиблих. На трасі перед терміналом зупинилася машина швидкої допомоги. За словами бійця з позивним «Охотнік», звідти з'явилися люди в камуфляжі під халатами, які перевантажували ящики з боєприпасами. Українські військовики відкрили вогонь на ураження.
Близько 17:00 почався дощ і інтенсивність бою стихла. На той час проросійські сили практично покинули Новий термінал, і почалася його зачистка.

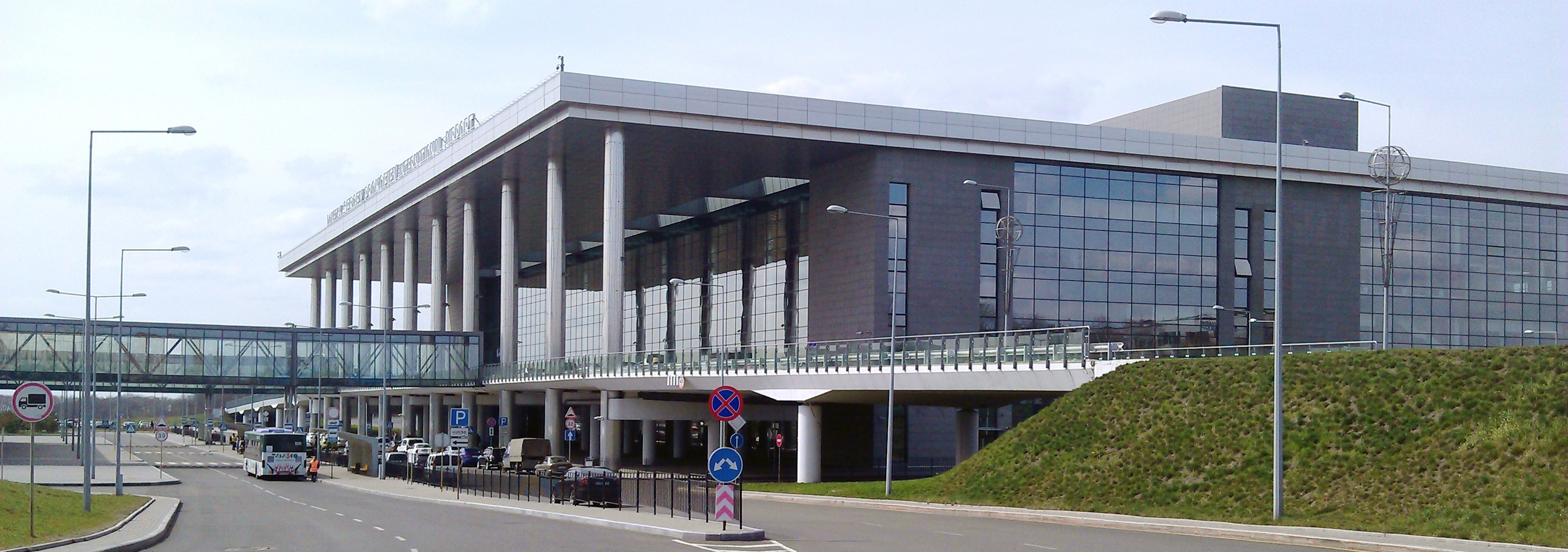
Донецький аеропорт до початку бойових дій

## Втрати
Українські сили не втратили жодного бійця загиблим. За даними Генерального штабу, 3 військовослужбовці дістали поранення. Серед поранених був «Тайсон» і 2 його побратими, вояки 3 ОПСпП. Вони перебували на даху півкілець, споруд під диспетчерською вежею. З вежі працював український снайпер, і проросійські сили спробували придушити його вогонь з автоматичного гранатомета АГС-17. Граната АГС через вітер не долетіла до самої вежі і поранила трьох бійців.
За словами Олександра Бородая, загальні втрати у бою 26 травня становили приблизно 100 осіб, включаючи мирне населення. Серед загиблих у бою 26 травня, було ідентифіковано 33 громадян РФ. 15 бойовиків лишилися на полі бою.

## Наслідки та оцінки
- Того ж дня журналіст Юрій Бутусов мав розмову з Олександром Турчиновим, виконувачем обов'язків президента. Турчинов так прокоментував те, що відбулося:[9]

| Донецького летовища більше нема. Сьогодні я скомандував завдати ракетного удару по новому терміналу вартістю 200 мільйонів доларів. Там були російські диверсанти. Тепер це поле бою.Оригінальний текст (рос.) Донецкого аэропорта больше нет. Сегодня я дал приказ нанести ракетный удар по новому терминалу стоимостью в 200 миллионов долларов. Там были российские диверсанты. Теперь это поле боя. |
| — Олександр Турчинов, 26 травня 2014 |

- 27 травня вночі до аеропорту прибув підрозділ 140-го центру спецпризначення.[вин 27]
- За кілька днів в аеропорту сіло 4 військово-транспортних літаки Іл-76, які доправили підрозділи 72-ї бригади на зміну гарнізону Донецького аеропорту.[вин 28]
- 28 травня 2014 були оприлюднені фотографії значної кількості трофейних вогнеметів та гранатометів, серед яких було декілька РПО-А «Шмель».[23][24]
- 1 червня 2014 року Майкл Смолвуд з центру досліджень зброї ARES опублікував матеріал, в якому ідентифікував використання вогнеметів МРО-А проросійськими збройними угрупованнями у бою 26 травня за ДАП. Це було одне з перших підтверджень використання МРО-А, винятково російської версії вогнемету РПО-А, у війні на Донбасі.[24]

- Щонайменше місяць проросійські збройні формування не здійснювали жодних спроб наблизитися до аеропорту. За словами «Філіна», опір українських сил був неочікуваний для бойовиків, оскільки у схожих попередніх епізодах українські сили покидали позиції під тиском цивільних.[вин 29] За словами Євгена Подолянчука, одного з командирів групи 3-го полку спецпризначення у аеропорту, станом на 7 серпня 2014, було до 4 спроб здійснити штурм, що лише 1-2 рази перейшов у близький бій.[вин 30]
- 7 листопада 2014 року СБУ затримала зрадника, Олександра Головуру, співробітника Управління СБУ в Донецькій області, який таємно провів 26 травня бойовиків до донецького аеропорту. СБУ оприлюднила відеозапис із камер відеоспостереження, котрі були встановлені в аеропорту, де зафіксовано, як Головура пропустив російський загін до Донецького аеропорту.[26][14]
- У червні 2017 року було виявлено курйоз — Володимир Путін, знімаючись у пропагандистській стрічці Олівера Стоуна, продемонстрував фейкове відео. Відео Путіна містило нібито зйомку роботи російських військових гелікоптерів Мі-28 у Сирії. Проте було встановлено, що відеоряд насправді був з американського гелікоптера AH-64 Apache в Афганістані 2009 року, а звукорядом для відео у Путіна були взяті радіоперемовини українських пілотів, що завдавали ударів по російським загонам у Донецькому аеропорті 26 травня 2014 року.[27][28][29]

## Матеріали
- Юрій Бутусов, Термінал і Термінатори: як довго захищатимуть Донецький аеропорт? // Дзеркало тижня, 23 жовтня 2014
- Оксана Коваленко, Аеропорт. Невідомі подробиці [Архівовано 14 червня 2017 у Wayback Machine.] // Українська правда, 12 січня 2016
- Юрій Бутусов, 26 мая 2014 года: Первый бой в Донецком аэропорту и разгром российского отряда «Искра» [Архівовано 4 квітня 2018 у Wayback Machine.] (рос.) // Цензор.нет, 28 травня 2016
- Veritas Veritatis, Искра. 26.05.2014. Аэропорт Донецка [Архівовано 29 червня 2017 у Wayback Machine.] // blogspot

### Документальні фільми
- ДАП - Донецький аеропорт. Початок [Архівовано 11 липня 2017 у Wayback Machine.] // Генеральний штаб ЗСУ, 11 липня 2017
- Початок оборони ДАП: перший бій 26 травня 2014 року [Архівовано 27 липня 2019 у Wayback Machine.] // 3 ОП СпП, 26 травня 2018
- Аеропорт. Неповернення [Архівовано 27 липня 2019 у Wayback Machine.] // UA:Перший, 26 травня 2019